# Teodechilde di Jouarre
Teodechilde (... – Jouarre, 10 ottobre 667?) fu la prima badessa del monastero femminile di Jouarre, fondato da suo cugino Adone. Il suo nome è tra quello dei santi del 10 ottobre nel Martirologio romano.

## Biografia
Di nobile famiglia, era sorella di Agilberto, vescovo di Parigi, e cugina di Audoeno, vescovo di Rouen, e di suo fratello Adone, fondatore nel 635 di un monastero a Jouarre.
Secondo la tradizione diffusa in Gallia da san Colombano, accanto alla comunità monastica maschile di Jouarre ne sorse una femminile e a capo di questo gruppo di vergini venne posta Teodechilde.
Sotto la guida di Teodechilde, il ramo femminile del monastero si sviluppò rapidamente: da Jouarre provenivano le monache dell'abbazia fondata dalla regina Batilde a Chelles e quelle del monastero iniziato da Ebroino a Soissons.
Teodechilde morì un 10 ottobre, probabilmente nell'anno 667, e fu sepolta in un semplice sarcofago nella cripta della chiesa abbaziale di Jouarre.

## Culto
Nel 680 Agilberto decise di dedicare la cripta della chiesa abbaziale di Jouarre a san Paolo, primo eremita, e di farne una sorta di mausoleo per la sua famiglia.
Fece erigere sul sepolcro di sua sorella Teodechilde un cenotafio con un'iscrizione celebrativa.
Il culto della fondatrice fu sempre vivo tra le monache di Jouarre, che ne celebravano la festa nell'anniversario della morte.
Il suo nome è stato inserito nel Martirologio romano al 10 ottobre. 